# چک ۳۵۶
چک ۳۵۶ (به انگلیسی: Chak 356) یک روستا در پاکستان است که در پنجاب واقع شده‌است.